# Deandre Kerr
Deandre Christopher Kerr (ur. 29 listopada 2002 w Toronto) – kanadyjski piłkarz pochodzenia jamajskiego występujący na pozycji napastnika, od 2022 roku zawodnik Toronto FC.